# フランソワ・ジョルジュ＝ピコ

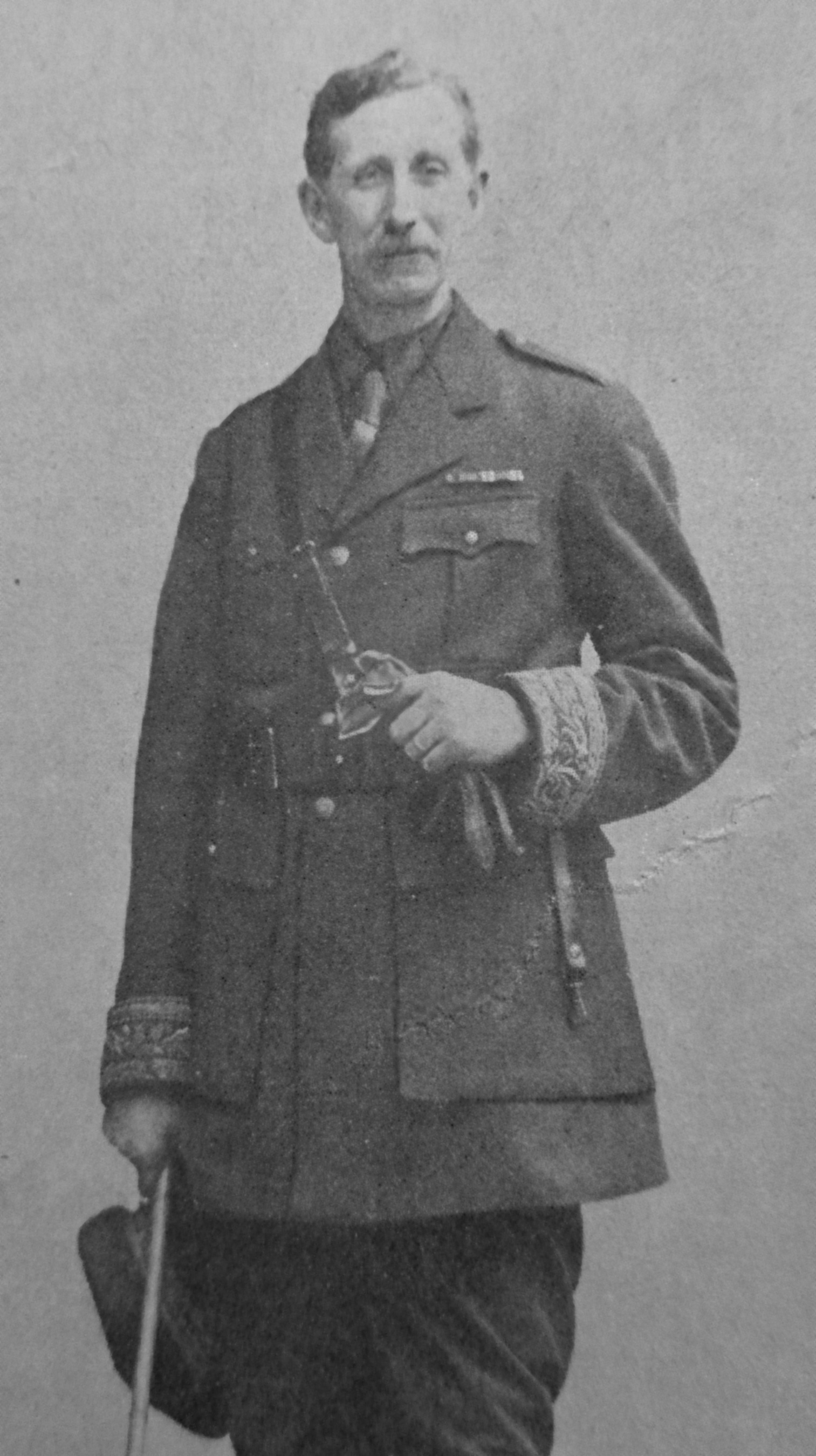
フランソワ・ジョルジュ＝ピコ

フランソワ・マリ・ドニ・ジョルジュ＝ピコ（François Marie Denis Georges-Picot、1870年12月21日、パリ - 1951年6月20日、パリ）は、フランスの外交官。第一次世界大戦中、サイクス・ピコ協定をイギリス人マーク・サイクス(en:Mark Sykes)と共に調印。サイクスと共にアラブ地域の併合、イギリスとフランスの協調に責任を持つ。

## 生涯
弁護士の資格を得た後、パリ控訴院を経てコペンハーゲンのフランス大使館秘書、北京のフランス領事を歴任。その後、第一次世界大戦直前にベイルートの領事となるが、大戦勃発によりカイロを経てフランス外務省へ召還される。その後1916年にサイクス・ピコ協定を調印。1917年から1919年までパレスチナとシリアの高等弁務官を務めた後、19年に同地の特命全権大使を経てブルガリアの高等弁務官となり、1920年にはアルゼンチン大使を務めた。
1951年にパリで死去。

## 家族
- 父：ジョルジュ・ピコ（fr:Georges Picot）- 歴史学者
- 妻：マリー・フーケ（Marie Fouquet） - 1897年に結婚
- 子供：3人
- 又甥：ヴァレリー・ジスカール・デスタン - フランス第五共和政第3代共和国大統領